# Carl Sundman
Carl Wilhelm Ignatius Sundman, född 17 december 1810 i Helsingfors, död där 14 maj 1889, var en finländsk affärsman och kommerseråd.
Carl Sundman var son till Gustaf Wilhelm Sundman och adoptivfar till Gösta Sundman. 
Han fortsatte och utvidgade en av fadern grundad rederirörelse med bland annat trävaruexport till Spanien. Han verkade som direktör för Ulrikasborgs skeppsvarvsbolag och var bland annat en betydande delägare i flera järnbruk.
Sundman var från 1842 en av stadens äldste i Helsingfors och kom att ha ett dominerande inflytande över stadens styrelse under flera årtionden. Bland annat tog han flera betydelsefulla initiativ till stadens förskönande.
Hans intresse för trädgårdsskötsel tog sitt uttryck i omsorg om stadens parker och planteringar, bland annat tillkom planteringarna i Brunnsparken på hans initiativ.